# Хижак (фільм, 1987)
«Хижа́к» (англ. «Predator») — американський фантастичний фільм жаху 1987 року режисера Джона МакТірнана, з А. Шварценеггером у головній ролі. Фільм став першим у популярній франшизі «Хижак». Пізніше фільмовано стрічки «Хижак 2», «Хижаки» і кросовери до «Чужого» «Чужий проти хижака» й «Чужі проти Хижака: Реквієм», також «Хижак» 2018 року. Бюджет картини склав 15 млн доларів, а касові збори — більш як 98 мільйонів. Прем'єра відбулася 12 червня 1987 року. Слогани фільму: «Якщо він юшить кров'ю, ми можемо його вбити», «Нічого подібного на Землі ще не було», «Він прийшов, щоб відчути хвилювання од ловів. Він обрав для цього не ту людину», «Незабаром почнеться полювання» та ін..
Фільм розповідає про приліт на Землю прибульця задля ловів на людей. Він стикається в джунглях Центральної Америки з елітним військовим загоном, що веде боротьбу з повстанцями. Хижак убиває кілька супротивників, але йому не вдається завершити розпочате й він гине, підірвавши себе.

## Сюжет
На початку картини показано космічний корабель, від якого відстикується капсула, що входить у земну атмосферу. В цей час до Гватемали прибуває військовий загін майора Алана «Голландця» (англ. Dutch) Шефера, щоб визволити полоненого міністра од повстанців. Генерал Філіпс виряджає команду на гелікоптері в джунглі разом з агентом ЦРУ Джорджем Діллоном, котрий служив разом із Шефером у В'єтнамі.
Загін знаходить розбитий гелікоптер, а потім підвішені на дереві за ноги випатрані тіла людей без шкіри. За їхніми жетонами Голландець з'ясовує, що це команда «зелених беретів» його знайомого Джима Гоппера з форта Брегг. Військовики знаходять табір повстанців, що добре охороняється, швидко його захоплюють і знищують бойовиків. У полон вони беруть партизанку Анну. На місці стає ясно, що ціль операції насправді інша. Ділан зізнається, що метою місії було знищити табір і захопити документи, а зелені берети, котрих вони знайшли, мали врятувати двох агентів ЦРУ. Це ще більше настроює команду проти співробітника розвідки. Мак вбиває скорпіона, що сидів на Діллоні. Вони починають зворотний шлях, а щось прибуває на місце сутички, відтворює записані слова і підбирає мертвого скорпіона.
Індіанець Біллі відчуває чиюсь присутність у джунглях і це його турбує. Анна намагається втекти і її ловить зв'язківець Рік Гокінс. Та раптом хтось вбиває його і тягне в джунглі. Дівчина стверджує прибулим на місце солдатам, що його вбили джунглі, що ожили. Починаються його пошуки, але військовика Блейна вбиває невідомий. Мак прибігає на місце його смерті й бачить поряд «щось у камуфляжі». Побачивши військовика, воно блимає очима і тікає. Його товариші обстрілюють місцевість, а Маку вдається поранити істоту, що тікає. Її кров має зелений люмінесцентний колір, що помітила партизанка. Від обстрілів утворюється просіка. Істота тим часом заліковує рану. Команда розуміє, що їх щось переслідує, а Біллі повідомляє що це не людина і вони всі помруть.
Військовики облаштовують у просіці табір, щоб переночувати. Вночі одна з сигналізацій спрацьовує і Мак, який в цей час перебував на чергуванні, вбиває кабана. Згодом вони виявляють, що тіло Блейна зникло. Вранці Голландець здогадується що це щось пересувається по деревах, а Біллі каже що істота, неначе мисливець, вбиває їх по одному і забирає тіла. Анна каже Голландцю що під час обстрілу істоту було поранено. Група робить у просіці купу пасток, щоб упіймати її. Анна розповідає легенду про істоту, що в найжаркіші роки полює на людей, котрі є для неї мисливськими трофеями. Коли Голландець виходить перевірити обстановку, прямо за ним одна з пасток спрацьовує. Істота починає стріляти на всі боки й один з променів влучає у підв'язану колоду, яка ранить Пончо. Істота тікає.
Мак і Діллон вирушають у хащі, щоб знайти ворога й убити його. Але Хижак убиває спочатку Мака, а згодом і Діллона. Біллі лишається, щоб за індіанським звичаєм прийняти незворотну, як на нього, загибель з мачете в руках. Хижак убиває і його. Коли Пончо бере зброю, намагаючись захиститися, Хижак убиває його. Голландець розуміє, що Хижак не чіпає неозброєних. Він відсилає неозброєну Анну до місця, де їх має забрати гелікоптер, а сам лишається, щоб убити істоту. Шефер починає тікати й падає з водоспаду. Істота його переслідує й у воді її маскування вийшло з ладу.
Потрапивши до багнюки на березі, Шефер з'ясовує, що істота бачить лише тепло людського тіла. Тоді він робить кілька пасток, за браком іншої зброї озброюється саморобним луком, списом та стрілами з вибуховими наконечниками, й ножем та вкриває себе багнюкою як камуфляжем. Він криком кличе Хижака. Коли той приходить, Шеферу вдається вивести з ладу Хижакове маскування. Він починає обстрілювати джунглі наосліп. В сутичці Шеферу вдається поранити Хижака, але він потрапляє у воду і багнюка змивається.
Як тільки Шефер виповзає на берег, його хапає Хижак. Він відійшов від нього і зняв маску й плазмову зброю. Хижак вирішив битися з Голландцем голіруч. Той не може встояти проти ударів Хижака і заманює ворога до пастки й на того падає колода. Шефер збирається добити прибульця каменем, але побачивши, що він вже стікає кров'ю викинув його. Він питає «Що ти в біса таке?». Хижак повторює цю фразу й активує наручний прилад самоліквідації. Перед смертю він відтворює Біллів сміх, який записав, коли тому розповів жарт Рік. Шефер здогадується що задумав прибулець і тікає від потужного вибуху. Потім його забирає гелікоптер з Анною й генералом на борту.

## Акторський склад
- Арнольд Шварценеггер — майор Алан «Голландець» Шефер
- Карл Везерс — агент Джордж Діллон
- Ельпідія Каррільйо — партизанка Анна Гонсальвес
- Білл Дюк — сержант Мак Еліот
- Джессі Вентура — Блейн Купер
- Сонні Лендгем — Біллі Сол
- Річард Чавес — Хорхе «Пончо» Рамірез
- Шейн Блек — Рік Гокінс
- Роберт Армстронг — генерал-майор Гомер Філіпс
- Кевін Пітер Голл — Хижак / пілот гелікоптера
- Свен-Оле Торсен — російський офіцер (в титрах не зазначений)

## Знімальний процес
Зйомки фільму відбувались протягом двох місяців у Мексиці, коло Паленке. Робоча назва стрічки була «Мисливець» (англ. Hunter). Прибульця-мисливця мав грати Жан Клод Ван Дам, проте він виявився менший за Шварценеггера, його не влаштовували костюм та роль виконавця спецефектів, і він залишив проєкт за 2 дні після початку роботи. На роль запросили К. Гола, який мав зріст майже 219 см і досвід гри страховиськ у кіно.
Прибулець спершу мав одне око, звірину голову й довгу шию, проте такий костюм був не дуже практичний. Було вирішено скористатись пропозицією Дж. Кемерона про мандибули (верхні щелепи, жувальця) на обличчі, що їх виготовили зі слонової кістки. Невидимість істоти була помилкою спеціалістів зі спецефектів, але сподобалась режисеру і її залишено. При створенні спецефектів використовували розробку Євгена Мамута